# Niederau
Niederau est une commune de Saxe (Allemagne), située dans l'arrondissement de Meissen, dans le district de Dresde.

## Municipalité
Niederau regroupe plusieurs localités, outre Niederau: Gohlis, Gröbern, Großdobritz, Jessen, Oberau (connu pour son château d'Oberau) et Ockrilla.

## Personnalités liées à la ville
- Gotthelf August Fischer (1763-1832), mathématicien né à Ockrilla.
- Gottlob Krause (1850-1938), linguiste né à Ockrilla.